# Freestyle (hip hop)
Nella cultura hip hop, il freestyle (dall'inglese: "stile libero") consiste nell'improvvisare una delle quattro discipline o elementi quali: rapping, djing, breaking e graffiti writing.
Secondo alcuni il beatboxing, per la sua particolare natura, va considerato un elemento (il quinto) al pari degli altri.
Nella cultura hip hop, il freestyle consiste in:
- DJ: improvvisare utilizzando riproduttori musicali adatti (giradischi, controller digitali, riproduttori a nastro, ecc.), per mezzo di tecniche quali scratching, beatjuggling, looping.

- MC: "rappare", seguendo uno schema metrico personale (flow) che lo contraddistingua da altri Mcs tramite rime o assonanze improvvisate sul momento (off the top of the head), figure retoriche, giochi di parole e battute (punchline). Può essere eseguito a cappella, su una base musicale (beat) o su quella riprodotta da un beatboxer sapendo intrattenere solamente il pubblico ad una Jam, Party o Disco, come originariamente usato (vedi DJ Hollywood) o in un contest/battle rap contro un avversario.

- B-boy / B-Girl / Breaker: ballare sopra una traccia musicale, eseguendo i propri passi, distribuendone il cadenzamento delle parti rispetto a tempo e "groove" del pezzo.

- Beatboxing:

- Graffiti writing:

## Origini
Le origini del freestyle sono da ricercare in molteplici elementi che hanno influenzato la cultura afroamericana nel corso dei secoli: non è dunque possibile addebitare ad un solo fenomeno l'origine di questa particolare tecnica d'improvvisazione.
Le radici di questa modalità d'espressione sono spesso viste come coincidenti con quelle della cultura Hip Hop, ma le versioni sono contrastanti.
Nella musica Jazz, l'improvvisazione (che è per definizione appunto libera da stili, come il freestyle) è un elemento chiave e questa è sicuramente uno dei "marchi" del Freestyle.
Questo perché, di fatto, nel Freestyle si dovrebbe lavorare su accenti, sfasamenti, dissonanze, assonanze e molti altri aspetti concernenti la sincope, come nella Musica appunto detta "improvvisata".
Il Freestyle quando eseguito da un MC, è anche plausibile che derivi in parte dagli immigrati giamaicani che, vendendo ai mercati i 45 giri di Reggae, ne riproducevano, con una buona dose d'improvvisazione, parti strumentali, vocali o mix, cantandole ai possibili acquirenti di passaggio. 
Questa tradizione era realmente molto diffusa in Giamaica e nei ghetti, dove gli immigrati risiedevano, tuttavia molti storici della scena si dicono in disaccordo e preferiscono rimandare le origini del freestyle (le più recenti, perlomeno) ai cosiddetti block party, nei quali i primi MC si esibivano in ritornelli improvvisati sul ritmo dei dischi mixati dal DJ.

## Caratteristiche
Il termine freestyle si riferisce ad una forma d'espressione riferita ad ogni tipo di attività artistica, dove si dà spazio all'improvvisazione, tra cui le arti Hip-Hop. Esso avviene normalmente nei raduni, detti Jam (dalle jam session del Jazz), dove hanno luogo libere esibizioni collettive di artisti Hip Hop, e nei contest freestyle-battle, competizioni in cui due artisti si sfidano.
- Nel Rap il freestyle (off the top of the head) è ritenuta la tecnica di espressione utilizzata dai Master of Ceremonies (MC). Consiste nello sviluppare concetti cantandoli, con o senza una strumentale di accompagnamento. A differenza di una canzone, il freestyle nel Rap non segue una struttura tipica di una canzone. Per definizione è una performance libera da vincoli di forma e sempre più spesso anche di sostanza (vedi differenza con Conscious Rap). La differenza sostanziale fra parlare e fare freestyle è che chi fa freestyle sta seguendo (in senso musicale e letterario) una personale metrica e figure retoriche presenti in poesia. Ogni rap-freestyler ha sul palco una sua tecnica (schema metrico, figure retoriche ed argomenti) che costituiscono parte del suo stile.    In Italia a partire dalla fine degli anni '90 tra le abilità dei rapper è aumentato l'uso della rap-punchline (termine anglosassone usato solitamente nella commedia per definire una battuta finale) che indica un verso di forte impatto per l'ascoltatore, improvvisata o di repertorio, attraverso l'uso di parole che giocano con doppisensi o significati nascosti, sull'omofonia, oppure una similitudine, una metafora o una cruda verità espressa in modo diretto utilizzata contro l'avversario di turno (o un "tu" ipotetico o anche in maniera generica in base all'argomento trattato).

Una rap-punchline, diversamente da una one-line, viene impiegata come chiusura ovvero l'ultimo verso successivo a una premessa iniziale. L'ultima barra qui riportata, in una strofa scritta di Eminem contro Benzino, è un esempio di rap-punchline:
An eighty-three-year-old fake Pacino
So how can he hold me over some balcony without
Blowin' his lower back out as soon as he goes to lift me?
Please don't—you'll probably fall with me
And our asses'll both be history
But then again, you'd finally get your wish
‘Cause you'd be all over the street like 50 Cent»
(Eminem, "Nail in the Coffin")
Differente invece una One-line che, come precedentemente spiegato, non ha bisogno di una premessa iniziale. Un esempio è:
"I'm tryin' to be low-key(Loki), hopefully nobody notices me"
(Eminem, "So Far...")
- Nel Turntablism il Freestyle è un flusso sonoro dove, specie con varie tecniche proprie dell'Hip Hop (Turntablism), si miscelano campioni d'ogni tipo, con il proprio stile personale, dato da musica ascoltata, altri DJ, approfondimenti personali. È generalmente eseguito mediante Scratching, Beatjuggling o entrambe le tecniche ma può esserlo anche con Looping o altre.

- Nel Beatboxing, il Freestyle è la creazione di melodie e ritmi con la bocca, spesso con aggiunta di voci, citazioni da pezzi noti o qualunque suono riproducibile dall'artista.

## Contest
Un contest freestyle (o freestyle battle) è normalmente inteso come una competizione fra MCs, B-Boys, DJs e BeatBoxers.
Il vincitore viene scelto dal pubblico mediante acclamazione o da una giuria.
Nelle rap battle esistono anche battle a tema, durante le quali il pubblico o la giuria stabilisce un argomento diverso ad ogni turno ed i freestyler vengono giudicati in merito alla capacità di sostenere il tema, al modo in cui lo sviluppano ed agli spunti che riescono a trarne.

### Contest in Italia
Negli ultimi anni il fenomeno delle battles di freestyle in Italia sta prendendo sempre più piede, diventando la tipologia di evento principale ove la disciplina viene svolta. Questo è in parte dovuto alla popolarità che il programma MTV Spit ha ottenuto, rendendo noto il freestyle anche ad un pubblico mainstream.
Le principali competizioni italiane sono:
- Tecniche Perfette (dal 2003): il contest più longevo d'Italia, ideato da Dj Double S e Mastafive. Il vincitore della competizione è universalmente considerato campione italiano (analogamente al capitolo italiano del DMC, per i DJs).[2]
- 2theBeat (2004-2006): uno dei contest più apprezzati degli anni 2000, si svolsero solo tre edizioni che videro campioni Moddi MC, Ensi e Clementino.
- MTV Spit (2012-2014): condotto da Marracash e andato in onda su MTV, è stato l'evento più influente degli anni 2010 ed ha esteso la popolarità del freestyle.[3]
- Mic Tyson (dal 2016): evento importante e prestigioso, organizzato da Machete. Si è affermato velocemente grazie anche alla conduzione di Nitro, i piatti di Dj MS e la presenza dei freestyler più forti di ogni annata.  Morbo, Shekkero, Blnkay e Reiven sono considerati tra i più forti freestyler di sempre grazie alla vittoria di questo contest.
- Tritolo Battle (dal 2018): il principale evento del Mezzogiorno; organizzato da Clementino e condotto da Poomba, è considerato un evento di grande spessore con rilievo nazionale.[4]

Oltre a queste principali competizioni di caratura nazionale esistono una serie di battle importanti a livello territoriale. Le più note sono la Ya Know The Name di Milano, il Fight Club di Roma, l'Alley-Oop di Piacenza e il Carpe Riem di Pesaro. Esistono inoltre contest di strada, chiamati street contest, seguiti e conosciuti in tutto lo stivale, come il Mic Scrauso e il Tecniche Pezzente.

## Artisti celebri nel rap freestyle
Negli Stati Uniti, tra i rapper che hanno fatto del freestyle un'arte, sono da ricordare Guru, MF DOOM, Canibus, Immortal Technique, Rakim, Chino XL, The Notorious B.I.G., Big L, KRS-One, Supernatural, Eminem, Eyedea, Craig G, Kidma, Illmaculate, Dizaster, Thesaurus - più volte vincitore della Scribble Jam - e molti altri ancora.
Sul versante italiano, vengono citati come precursori DJ Gruff ed altri artisti old school (anni '90) come Deda, Danno (Colle der Fomento), Maury B, Esa El Prez, Tormento, Turi, Neffa, Kiffa, Moddi MC.
Nei primi anni 2000, tra i freestyler più importanti (con un maggior numero di risultati e competizioni vinte) ci sono Ensi e Clementino, vincitori delle edizioni 2005 e 2006 del 2theBeat, Giankarlo ira, vincitore del Tecniche Perfette nel 2005, unico caso di vittoria per abbandono. Nello stesso periodo altri freestyler italiani molto conosciuti per la loro bravura sono Kiave, Jesto, Mistaman, Mondo Marcio, Mastino, Rayden, Raige, July B, Jack the Smoker.
Nella seconda metà dei primi anni 2000 i freestyler con una certa fama portano i nomi di Tedua, Emis Killa, Lazza, Rancore, Nitro, Fred De Palma, Shade, Dank, Nerone, Mouri, Noema, Canesecco, L'Elfo, Moreno.
Dal 2010 ad oggi, tra i freestyler ancora attivi ad aver gareggiato ed ottenuto innumerevoli vittorie a grandi competizioni sono: Blnkay, Morbo, Reiven, Debbit, Drimer, Frenk, Shekkero Sho, Keso (Kid Kontrasto), Bruno Bug, Hydra (Sbrellitos Wayne), Tullo, Posaman, Il Dottore, Lethal V, Snake, Gabs, Higher, Kyn e Redrum

## F.E.A. nel Rap italiano
Nel 2019, in Italia, nasce per la prima volta un ente che mira a far crescere il rap freestyle, iniziando a vedere questa disciplina come una forma d'arte, valorizzandola e con l'obbiettivo di renderle la giusta fama. Il nome del gruppo è l'acronimo F.E.A. (Freestyler Elite Agency) composta e fondata da alcuni MC degli ultimi anni: Reiven, Debbit, Drimer, Keso, Morbo, Blnkay, Poomba, Bruno Bug, Dr. Jack, Shekkero Sho, Frenk, Lethal V, Hydra, Gabs (entrato a far parte del collettivo a maggio del 2023), Higher, Mumei e Kyn (Entrati a far parte del collettivo nell'aprile del 2024). Molto importante l'ingresso nel collettivo di uno dei DJ più famosi della scena italiana: DJ MS.
Il collettivo punta non solo alla salvaguardia della disciplina, ma anche alla salvaguardia dell'MC: FEA infatti è considerato anche una sorta di booking che tutela il freestyler e richiede il pagamento per l'esibizione e, molto importante, il risarcimento spese.
L'organizzazione F.E.A. nel corso dell'anno 2020 ha rilasciato tre singoli: nel 4 Giugno 2020 ci fu l'esordio con la loro prima canzone intitolata "TRVL" (Drimer, Debbit, Shekkero Sho e Morbo prod. Danny Beatz & MoreMusic), l'8 Luglio 2020 venne pubblicata "All Starz" (Keso, Hydra, Lethal V e DJ MS prod. Crvel) e il 13 Novembre 2020 fuori con "Superman" (Durrel, Bruno Bug e Blnkay prod. James Logan). L'anno 2021 ha visto l'uscita di un solo singolo, ossia "Shit Advisor" (Reiven, Frenk, Poomba prod. Crvel).
La dicotomia "rap/freestyle" che accompagna il fenomenale collettivo è giunta, nel corso del tempo, a diverse collaborazioni con enti o associazioni estranee al mondo del freestyle: nel F.E.A. ha realizzato un album completamente in improvvisazione, denominato "MICONS", in collaborazione con Warner Bros. Entertainment Italia. La presentazione del talento degli MC's è andata a conclusione d'una serie di due eventi, denominati "I 10 freestyler più forti d'Italia" e "(altri) 10 freestyler più forti d'Italia", registrati negli studi di One Take in Svizzera.